# Zonghan (sockenhuvudort i Kina, Zhejiang Sheng, lat 30,19, long 121,23)
Zonghan är en sockenhuvudort i Kina. Den ligger i provinsen Zhejiang, i den östra delen av landet, omkring 100 kilometer öster om provinshuvudstaden Hangzhou. Antalet invånare är 93 528. Befolkningen består av 44 831 kvinnor och 48 697 män. Barn under 15 år utgör 11,0 %, vuxna 15-64 år 79 %, och äldre över 65 år 8,0 %.
Runt Zonghan är det tätbefolkat, med 659 invånare per kvadratkilometer. Närmaste större samhälle är Guanhaiwei, 17,1 km öster om Zonghan. Runt Zonghan är det i huvudsak tätbebyggt.
Genomsnittlig årsnederbörd är 1 778 millimeter. Den regnigaste månaden är juni, med i genomsnitt 285 mm nederbörd, och den torraste är januari, med 60 mm nederbörd.